# Lüntener Wald
Der Lüntener Wald ist ein etwa 110 ha großes Naturschutzgebiet auf dem Stadtgebiet von Vreden im Kreis Borken in Nordrhein-Westfalen.

## Lage, Ökologie
Der Lüntener Wald liegt zwischen Ammeloe und Lünten im Münsterland, direkt an der Grenze zu den Niederlanden. In diesem größeren Waldgebiet sind Reste der früheren Moor- und Heidelandschaft erhalten geblieben. Der Wald ist von mehreren, teils sehr tiefen Entwässerungsgräben durchzogen und wird von Kiefern dominiert. Es wächst hier außerdem die Besen- und Glockenheide. Der Wald ist der Lebensraum vieler Tierarten, zum Beispiel lebt der Moorfrosch hier.
Südlich des Naturschutzgebiets schließt sich die Fläche eines ehemaligen Munitionsdepots der Bundeswehr an. Seit 2016 ist sie Eigentum der DBU Naturerbe GmbH. Die Fläche soll durch gezielten Waldumbau und durch eine natürliche Entwicklung langfristig wieder in einen naturnahen Wald überführt werden. Aufgrund der langjährigen Nutzung als Munitionsdepot konnten sich hier viele störungsempfindliche Arten ansiedeln. Das Gebiet ist eingezäunt und aus Sicherheitsgründen öffentlich nicht zugänglich.
Das Naturschutzgebiet ist Teil des EU-Vogelschutzgebiets „Moore und Heiden des westlichen Münsterlandes“.

## Tourismus
Der Lüntener Wald ist an das Radverkehrsnetzes NRW angebunden (Wabe 55). Auch die Flamingoroute führt hier vorbei, eine Themenroute der Radregion Münsterland. Der Lüntener Wald liegt weiterhin an der grenzüberschreitenden Radroute 8-er de grens. Der Knotenpunkt 99 und damit der Anschluss an das niederländische Knotenpunktsystem liegt nordöstlich des Naturschutzgebiets direkt auf der niederländisch-deutschen Grenze.
Westlich des Lüntener Walds befindet sich das Naturschutzgebiet Ammeloer Venn, östlich schließt sich das Naturschutzgebiet Lüntener Fischteiche an.